# Таунсенд, Камилла
Камилла Таунсенд (Camilla Townsend; род. 29 января 1965, Нью-Йорк, Нью-Йорк) — американский историк, специалист по ранней американской истории и коренным народам Америки, в частности по ацтекам. Доктор философии (1995), заслуженный профессор Ратгерского университета, где трудится с 2006 года. Отмечена Cundill Prize (2020), а также Beveridge Award и др. отличиями.
Степень доктора философии также получила в Ратгерском университете. Вспоминала, что первоначально её интересовали такие фигуры как Анна Болейн и Жанна д’Арк.
Родилась и выросла в Нью-Йорке. С отличием summa cum laude окончила колледж Брин-Мар. Затем путешествовала и работала в Латинской Америке. Вернувшись в США, решила получить докторскую степень по сравнительной истории в Ратгерском университете. С 1995 по 2006 год преподавала историю в Колгейтском университете.
Публиковалась в Aeon, на Literary Hub.
Выступала на NPR и BBC.
Четыре издания выдержал её учебник Of the People: A History of the United States, Volume I (Oxford University Press).
Её книгу Fifth Sun в Foreign Affairs назвали «знаковым шедевром» (landmark masterpiece). А в History Today оная была охарактеризована как «лучшая книга об ацтеках, когда-либо написанная».

## Книги
- Tales of Two Cities: Race and Economic Culture in Early Republican North and South America (Texas, 2000)
- Pocahontas and the Powhatan Dilemma (Hill & Wang, 2004)
- Malintzin’s Choices: An Indian Woman in the Conquest of Mexico (New Mexico, 2006)
- American Indian History: A Documentary Reader (Wiley-Blackwell, 2009)
- Here in This Year: Seventeenth-Century Nahuatl Annals of the Tlaxcala-Puebla Valley (Stanford, 2010)
- Annals of Native America: How the Nahuas of Colonial Mexico Kept Their History Alive (OUP, 2016)
- Fifth Sun: A New History of the Aztecs (Oxford, 2019) {Рец.: Ben Ehrenreich[англ.], в Forbes} 
  - «Fünfte Sonne». Eine neue Geschichte der Azteken. Aus dem Englischen von Anna Leube und Wolf Heinrich. C.H. Beck Verlag, München 2023.
- Indigenous Life After the Conquest: The De la Cruz Family Papers of Colonial Mexico (2021)